# 未知なる恐怖への挑戦
『マスター・オブ・ザ・デザート・ノーマッズ』（Master of the Desert Nomads）は、デイヴィッド・クックがD&Dエキスパート・セットで使用するためにデザインしたダンジョンズ&ドラゴンズのモジュールである。
これは2連作冒険の前編であり、後編はTemple of Deathである。
1987年には『未知なる恐怖への挑戦』（みちなるきょうふへのちょうせん）というタイトルで日本語版が出版された。

## プロット概要
このシナリオで、冒険者は邪悪な修道院を発見するために、河をさかのぼり砂漠を横断せねばならない。冒険では多くの荒野での遭遇が詳述されている。
大荒野からの遊牧民部族の侵略者が街の略奪を開始し、共和国の統治者はこれらの遊牧民と戦うための手助けを求める使いをよこした。パーティが最近解放された村で、主力軍との合流を目指している増援部隊に加入した時、彼らは遊牧民の痕跡を発見し、そこに数日間野営する。
任務の始めに、プレイヤーキャラクターは遊牧民のマスターについてより多くの情報を得るために隠密行動を取り、そして生還してパーティを雇った人々に報告せねばならない。

## 出版履歴
X4 Master of the Desert Nomadsはデイヴィッド・クックによって執筆され、アートワークはティム・トルーマン担当で、32ページの小冊子と外装カバーという体裁で、1983年にTSRが出版した。このモジュールは「砂漠の遊牧民」シリーズの前編であった。
1987年4月、株式会社新和が日本語版を出版した。

## 評判
リック・スワンはSpace Gamer誌71号でこの冒険を論評した。スワンは「Master of the Desert Nomadsは、TSRのD&Dモジュールではあまりにも一般的な、退屈なダンジョン探検からの歓迎すべき救済をただ単に備えているだけではない。これはあらゆる意味で本物の叙事詩なのだ」。彼は「各遭遇がそれ自身刺激的であるだけでなく、それらはまたマスターと彼の邪悪な秘密に関する手がかりと洞察を、注意を怠らないプレイヤーに提供する」、そして「DMは戦闘の経過を追うのに何も問題はないだろう」と補足した。彼は最後に「ちょっとした詐欺」と非難した。なぜならプレイヤーキャラクターは、この冒険でマスターとは決して遭遇しないからであり、「このモジュール全体が実際はまさしく（Temple of Deathの）プロローグにすぎない」、また「これを単独で遊んでもあまり満足できない」と感じた。彼は「総合すれば、砂漠の遊牧民シリーズはかなり長い間、TSRが製作した冒険の中で最も創造力に富み刺激的なものの1つである」と述べて締めくくった。